# Винтерсхајм
Винтерсхајм (њем. Wintersheim) општина је у њемачкој савезној држави Рајна-Палатинат. Једно је од 66 општинских средишта округа Мајнц-Бинген. Према процјени из 2010. у општини је живјело 311 становника. Посједује регионалну шифру (AGS) 7339066.

## Географски и демографски подаци
Винтерсхајм се налази у савезној држави Рајна-Палатинат у округу Мајнц-Бинген. Општина се налази на надморској висини од 190 метара. Површина општине износи 3,8 km². У самом мјесту је, према процјени из 2010. године, живјело 311 становника. Просјечна густина становништва износи 81 становника/km².